# Las cartas de Alou
Las cartas de Alou es una película española dirigida por Montxo Armendáriz que trata de la inmigración subsahariana en España y los prejuicios.

## Sinopsis
Alou, un senegalés que ha ingresado ilegalmente a España, solo puede encontrar trabajos ocasionales debido a su situación. Gracias a las cartas que envía regularmente a sus padres, escuchamos sus experiencias y sentimientos mientras trata laboriosamente de integrarse a la sociedad española. Comienza en la costa de Almería, trabajando en los invernaderos. Luego viaja a Madrid, donde entra en contacto por primera vez con las ventas ilegales. Luego se dirige a Segriá (Lérida) para trabajar cosechando fruta y, finalmente, a Barcelona, donde trabaja en la tienda de ropa de otro inmigrante africano. Su aventura llega a un abrupto final cuando es arrestado por la policía. Pero cruza el Estrecho nuevamente, cerrando el círculo que deja una puerta abierta a la esperanza.

## Comentarios
Se hace patente la dura vida del inmigrante y la explotación que recibe por parte de sus jefes.

## Premios
Medallas del Círculo de Escritores Cinematográficos de 1991
| Categoría            | Candidato         | Resultado |
| -------------------- | ----------------- | --------- |
| Mejor película       | Mejor película    | Ganadora  |
| Mejor fotografía     | Juan Amorós       | Ganador   |
| Mejor guion original | Montxo Armendáriz | Ganador   |

- Goya 1990.
- Concha de oro ( Festival de San Sebastián) 1990.